# Stanisław Krzyształowski
Stanisław Krzyształowski (ur. 1903 w Łanczynie, zm. 1990 w Krakowie) – polski malarz.
Uczęszczał do szkoły malarstwa i rysunku we Lwowie, ale dopiero w czasie II wojny światowej studiował i ukończył Akademię Sztuk Pięknych w Budapeszcie. W 1945 wstąpił na Akademię Sztuk Pięknych w Krakowie, studia ukończył dwa lata później uzyskując dyplom. Z Krakowem związał się do śmierci, prowadził na Wydziale Sztuki Akademii Sztuk Pięknych pracownię malarstwa. Uczestniczył w licznych wystawach zbiorowych, miał również wystawy indywidualne. Za całokształt twórczości artysta został nagrodzony srebrnym medalem Towarzystwa Przyjaciół Sztuk Pięknych. Wystawiał swoje prace na Ogólnopolskich Wystawach Plastyki, które miały miejsce w Radomiu w 1948 i 1948, a następnie w Warszawie w 1950, 1952 i 1954. Brał udział w zorganizowanej w warszawskim Muzeum Narodowym Wystawie Malarstwa na XV lecie PRL w 1961 oraz w Festiwalach Polskiego Malarstwa Współczesnego, który odbywał się w Szczecinie w latach 1964-1968 i w 1972. Na początku lat 50. XX wieku przebywał w Albanii, stworzył wówczas cykl pejzaży albańskich, które wystawił w Tiranie w 1955. Tworzył głównie krajobrazy, często wyjeżdżał w okolice Zakopanego i malował Tatry.